# Ana Porgras
Ana Porgras est une gymnaste, née le 18 décembre 1993 à Galați.

## Palmarès

### Championnats du monde
- Rotterdam 2010
  -  médaille d'or à la poutre[1]

- Londres 2009
  -  médaille de bronze aux barres asymétriques

### Championnats d'Europe
- Birmingham 2010
  -  médaille de bronze au concours par équipes